# Samuel W. Crawford
Samuel Wylie Crawford (8. november 1829 – 3. november 1892) var en amerikansk militærlæge og general i den amerikanske borgerkrig.

## Tidlige år
Crawford blev født i Franklin County, Pennsylvania. Han tog eksamen fra University of Pennsylvania i 1846 og University of Pennsylvania medical school i 1850. Han kom ind i hæren som assisterende kirurg i 1851 og gjorde tjeneste i den funktion i ti år.

## Borgerkrigen
Crawford var den tjenestegørende kirurg på Fort Sumter, under det konfødererede bombardement i 1861, om udgjorde starten på borgerkrigen. Trods sin rent medicinske baggrund havde han kommandoen over en række kanoner, som returnerede ilden fra fortet.
En måned efter Fort Sumter besluttede Crawford at foretage en fundamental ændring i sin karriere og modtog en stilling som major i 13. infanteri regiment. Han gjorde tjeneste som assisterende generalinspektør i militærområdet Ohio fra september 1861. Han blev forfremmet til brigadegeneral i den frivillige hær den 25. april 1862, og ledede en brigade fra militærområdet Shenandoah i Jacksons Shenandoah kampagne mod Stonewall Jackson, men brigaden kom dog ikke i kamp. Dens første slag var under Nordlige Virginia kampagnen da den blev tildelt Army of Virginia under generalmajor John Pope. I Slaget ved Cedar Mountain iværksatte Crawfords brigade et overraskelsesangreb på konføderationens venstre flanke og slog en division på flugt – herunder Stonewall Brigaden. De konfødererede foretog imidlertid et modangreb, og Crawfords brigade, som ikke var støttet af andre enheder, blev slået tilbage med tab på 50%.
I Slaget ved Antietam, havde Crawford midlertidigt kommandoen over sin division da brigadegeneral Alpheus S. Williams blev forfremmet til at kommandere XII Korps. Crawford's midlertidige kommando over divisionen varede dog kun kort, for han blev såret i det højre lår. Han blev på slagmarken indtil han blev svækket af blodtab og måtte bæres bort. Det tog otte måneder for såret at heles ordentligt og han kunne ikke vende tilbage til felten før i maj 1863, hvor han fik kommando over Pennsylvania Reserve divisionen, som var en del af forsvaret af Washington, D.C. I kommandoen af denne division fulgte han i fodsporene på to af Unionshærens stjerner: John F. Reynolds og George G. Meade.
I juni 1863 blev Pennsylvania Reserve divisionen føjet til Army of the Potomac i Gettysburg kampagnen. Crawford var i en vanskelig situation. Hans uddannelse var som kirurg, ikke som leder af en infanteridivision, og selv om han havde erfaring på brigadeniveau havde hans 8 måneders revonvalescens betydet at hans kunnen var på et minimalt niveau i starten på denne kritiske kampagne. Ydermere havde hans tropper netop tilbragt seks måneder med let garnisonstjeneste omkring Washington og var ikke fulgt kampklare. Den 2. juli 1863 ankom Crawford og hans division til Slaget ved Gettysburg i bagenden af V Korps under generalmajor George Sykes. Han blev beordret til fronten for at hjælpe brigaden under oberst Strong Vincent på Little Round Top, men slaget var allerede ovre, da hans division nåede frem.
I mellemtiden havde de konfødererede tropper under generalløjtnant James Longstreet strømmet gennem Devil's Den (Djævelens hule) og havde drevet Unionsforsvarerne tilbage til Plum Run, et vandløb lige vest for Little Round Top, og et område som blev kendt blandt soldaterne som "the Valley of Death" (Dødens Dal). Crawfords division strømmede ned ad stråningen på Little Round Top sammen med brigaderne under obersterne William McCandless og David J. Nevin. McCandless' brigade anførte angrebet, men Crawford ønskede tilsyneladende noget af æren og tog sin divisions fane fra en overrasket sergent for også at lede dem i angrebet. Angrebet lykkedes, idet der kun var lidt modstand, og de konfødererede blev drevet væk fra Dødens Dal.
Selv om dette var en forholdsvis lille kamp og tabene havde været små, tilbragte Crawford resten af sit liv i lyset af glorien fra Little Round Top. Efter krigen gjorde Crawford en stor indsats for at bevare slagmarken ved Gettysburg og forsøgte på et vist tidspunkt at skaffe penge til at dække bakken med en stor mindebygning og museum, som skulle erindre om hans division. Heldigvis blev denne plan ikke til noget og Little Round Top er bibeholdt i sin oprindelige udseende, selv om det rummer mindre monumenter. Det overlevede både en fornøjelsespark og en sporvognslinie, som for længst er væk. Crawford gjorde også en betydelig politisk indsats for at de officielle annaler skulle anerkende hans rolle som redningsmand for Little Round Top, men det lykkedes ham heller ikke.
Crawford forblev i kommandoen over Pennsylvania Reserve divisionen i V Korps i resten af krigen. Ved belejringen af Petersburg kommanderede han også en garnison i belejringen, bestående af hans første to brigader, en division fra IX Korps og nogle få andre regimenter og artillerienheder. Hans tredje brigade var midlertidigt overført til en anden division i V Korps. Han fik en midlertidig forfremmelse til generalmajor den 1. august 1864. Den 18. august blev han såret i brystet i Han fik en midlertidig forfremmelse til brigadegeneral i den regulære hær for sin indsats i Slaget ved Five Forks og til generalmajor den 13. marts 1865. Ved Five Forks drev hans division væk gennem tyk skov fra hovedangrebet på de konfødereredes venstre fløj. Generalmajor Gouverneur K. Warren, som var kommandør over V Korps, red personligt af sted for at hente Crawford's division tilbage. Hans fravær under angrebet var en af de årsager, som generalmajor Philip Sheridan angav for at fjerne Warren fra sin post. Selv om Crawford var den rangældste general i korpset udpegede Sheridan en yngre officer (Brigadegeneral Charles Griffin) til at erstatte Warren.

## Efter krigen
Crawford lod sig pensionere fra hæren den 19. februar 1873, med rang af brigadegeneral. Han døde i Philadelphia og blev begravet der på Laurel Hill Cemetery. Han var forfatter til The Genesis of the Civil War, udgivet i 1887.